# Dunkelbraune Lolcheule
Die Dunkelbraune Lolcheule (Tholera cespitis), zuweilen auch als Bergraseneule bezeichnet, ist ein Schmetterling (Nachtfalter) aus der Familie der Eulenfalter (Noctuidae).

## Merkmale

### Falter
Die Flügelspannweite der Falter beträgt 32 bis 40 Millimeter. Die Grundfarbe der Vorderflügeloberseite ist schwarzbraun bis rötlich braungrau. Ring- und Nierenmakel sind dünn gelblich umrandet. An der Innenseite der weißgelben Wellenlinie befinden sich dunkle Pfeilflecke. Die Hinterflügeloberseite ist bei den Männchen seidig weiß, bei den Weibchen hellgrau. Die Fühler der Männchen sind beidseitig schwach gekämmt, diejenigen der Weibchen sehr kurz bewimpert.

### Ei
Das Ei hat eine kugelige Form. Es ist an der Basis stark abgeflacht und über die gesamte Oberfläche kräftig gerippt. Frisch abgelegte Eier haben eine gelbliche Farbe, die sich vor dem Schlüpfen der Raupen in rötlich blaugrau wandelt.

### Raupe
Jüngere Raupen sind zunächst meist grünlich gefärbt und ändern ihre Farbe mit zunehmender Entwicklung in glänzend bräunliche Tönungen. Rücken- und Nebenrückenlinien sind ockerfarben.

### Puppe
Die schlanke Puppe ist rotbraun gefärbt. Am Kremaster befinden sich zwei Spitzen.

## Verbreitung und Lebensraum
Die Art ist in Europa bis nach Sibirien und dem Altai weit verbreitet und kommt auch in der Türkei und China vor. In Anatolien und dem Elburs-Gebirge ist sie durch die Unterart Tholera cespitis armena Hacker vertreten. In den Alpen steigt sie bis in Höhen von 1600 Metern. Hauptlebensraum sind grasige Hänge, Heiden, Gärten, Hochmoore sowie Wiesen- und Weideland.

## Lebensweise
Die nachtaktiven Falter fliegen in einer Generation hauptsächlich im August und September. Sie besuchen gerne künstliche Lichtquellen, gelegentlich auch Köder. Die Raupen leben ab September. Sie ernähren sich bevorzugt von den Wurzeln verschiedener Grasarten, beispielsweise von Lolch- (Lolium), Zwenken- (Brachypodium), Schmielen- (Deschampsia) oder Weizenarten (Triticum). Sie überwintern und verpuppen sich im Juli des folgenden Jahres.

## Gefährdung
In Deutschland, Österreich und der Schweiz kommt die Dunkelbraune Lolcheule zwar nicht häufig vor, ist jedoch nicht gefährdet.